# أل بريدويل
أل بريدويل (بالإنجليزية: Al Bridwell)‏ هو لاعب كرة قاعدة أمريكي، ولد في 4 يناير 1884 في Friendship, Ohio ‏ في الولايات المتحدة، وتوفي في 23 يناير 1969 في بورتسموث في الولايات المتحدة.

## وصلات خارجية
- أل بريدويل على موقع دوري كرة القاعدة الرئيسي (الإنجليزية)
- أل بريدويل على موقعبيزبول رفرنس.كوم (الدوري الرئيسي) (الإنجليزية)
- أل بريدويل على موقعبيزبول رفرنس.كوم (الدوري الثانوي) (الإنجليزية)
- أل بريدويل على موقع مشجعي الرسوم البيانية (الإنجليزية)